# Michael Ebert (Fotograf)
Michael Ebert (* 2. September 1959 in Wuppertal) ist ein deutscher Fotograf und Hochschuldozent. Er ist außerdem als Kurator und Autor tätig.

## Leben und Wirken
Nach einem Volontariat bei einer Sportfotoagentur arbeitete er als Fotojournalist für Tageszeitungen und Magazine. Von 1982 bis 1987 war Michael Ebert Mitglied des Fachausschusses für Bildjournalisten beim Deutschen Journalisten Verband (DJV). Ab 1991 wechselte er in den zentralen Kommunikationsbereich der Telekom und war dort für Fotografie verantwortlich. Im Jahr 1996 verließ er die Telekom, um wieder als freier Fotograf und Publizist, hauptsächlich für Unternehmen und Magazine tätig zu sein. Zu den Kunden gehörten die Deutsche Telekom, Panasonic Japan und Miele. Seine freien Arbeiten findet man auf Buchtiteln, CD-Covers und in Zeitungen, wie FAZ, Neue Zürcher und der Süddeutschen Zeitung. Daneben beriet er Firmen in kulturellen und technischen Fragen der Fotografie. 1994 wurde Michael Ebert in die Deutsche Gesellschaft für Photographie (DGPh) berufen und ist seit 1997 der Hamburger Bildagentur Visum angeschlossen. In den 2000er-Jahren beschäftigte sich Michael Ebert als Autor und Dozent zunehmend mit kulturellen und geschichtlichen Aspekten der Fotografie, besonders des Fotojournalismus. In diesem Zusammenhang hat er Fotoausstellungen kuratiert, unter anderem mit Will McBride, Pierre Gassmann, Letizia Battaglia sowie den Pulitzerpreisträgern Horst Faas und Nick Út. Ebert ist Mitglied in den Jurys des Dr. Erich-Salomon-Preises und der „Rückblende“, des deutschen Wettbewerbs für politische Pressefotografie.
Michael Ebert ist Mitglied im Geschäftsführenden Vorstand der DGPh und wurde 2005 in den Vorstand des Fotofestivals Mannheim_Ludwigshafen_Heidelberg gewählt. Von 2007 bis 2009 war Michael Ebert Lehrbeauftragter für Bildjournalismus an der FH Gelsenkirchen und gründete 2008 mit dem Kommunikationswissenschaftler Renatus Schenkel an der Hochschule Magdeburg-Stendal den ersten deutschen Studiengang für Bildjournalismus, den sie seitdem gemeinsam leiten. Von 2013 bis 2021 unterrichtete er an der Hochschule Hannover im Studiengang Fotojournalismus und Dokumentarfotografie. Michael Ebert ist mit der Kunsthistorikern Sandra Abend verheiratet.

## Schriften
- Ebert, M.: Schwarzes Spanien Lorcas. Leica World. Photography International, (1 2001).
- Ebert, M.: Alle Bilder für alle sofort. Leica World. Photography International, S. 62–64, (2 2002).
- Ebert, M., Gapp, C. D., & Jostmeier, M. P.: Digitales Bild – Bildung des Digitalen, Nürnberg 2003.
- Ebert, M.: Der König des Schattenreichs. Photonews, (9 2004).
- Ebert, M.: This is war (Artikel über Horst Faas). Leica Fotografie International, (7 2006).
- Ebert, M.: Yankee Papa 13 Gefaked. ProfiFoto, (6 2009).
- Ebert, M.: Familientreffen. ProfiFoto, (10 2009).
- Ebert, M.: Ich habe den Krieg berichtet. frame#3, Jahrbuch der DGPh, 2003.
- Ebert, M. & Abend, S.: Fotoworkshop für Kinder, Heidelberg 2010.
- Ebert, M. & Abend, S.: Photography for Kids!: A Fun Guide to Digital Photography, Santa Barbara 2010.
- Ebert, M.: Visa Pour L'Image 2010, ProfiFoto (11 2010).
- Ebert, M.: Das A bis Z des Zeitungsfotos. Journalist, (8 2011).
- Ebert, M.: Zwei Giganten (Artikel zu Horst Faas und Nick Ut). Leica Fotografie International, (4 2012).
- Ebert, M.: Zum Tod von Horst Faas, Photonews, (7 2012).
- Ebert, M.: Nicht nur "Eine französische Schule". ProfiFoto (9 2012).
- Ebert, M.: Perpignan Visa Pour L'Image 2012, ProfiFoto (11 2012).
- Ebert, M.: Ab dreimal ist es Tradition (Vorwort). In: 4. Lumix Festival Katalog, Hannover 2014.
- Ebert, M.: Fotojournalismus von 1945-1972. H.-M. K. (Hrsg.). In: Augen Auf!: 100 Jahre Leica, Heidelberg 2014.
- Ebert, M.: & Abend, S.:Bilder machen Bilder, Medien Concret (9 2014).
- Ebert, M.: Vorwort. In: F. Wagenknecht, & D. Tölle, Recht am eigenen Bild, Heidelberg 2015.
- Ebert, M. & Bauernschmitt, L.: Handbuch des Fotojournalismus, Heidelberg 2015.
- Ebert, M.: One for all time – Raising the flag. S. Abend, & H. P. Körner (Hrsg.). In: Vor-Bilder Ikonen der Kulturgeschichte, München 2015.
- Ebert, M.: To absent friends! (Artikel zum 40-jährigen Jahrestag des Vietnamkrieges). In: ProfiFoto (9 2015).
- Ebert, M.: Das Nachrichtenfoto, hrsg. von Dietz Schwiesau und Josef Ohler. In: Nachrichten – klassisch und multimedial. Ein Handbuch für die Ausbildung und Praxis, Wiesbaden 2016.
- Ebert, M.: Chrysalis und Imago. In: Der schöne Mensch und seine Bilder, hrsg. von Sandra Abend, Hans Körner, München 2017.
- Ebert, M.: Nein, es waren nicht die Amerikaner. Die ganze Wahrheit über ein Foto, das jeder kennt. In: Image in Conflict, hrsg. von Karen Fromm, Sophia Greif, Anja Stemmler, Weimar 2018.
- Ebert, M.: Fotografie Quiz – 100 Fragen zur Fotografie, Düsseldorf 2020.
- Ebert, M.: America first. In: Schlüsselbilder, hrsg. von Sandra Abend, Hans Körner, München 2020.
- Ebert, M.: Bilder vom Leben. Das Gelbe vom Wilp. Völlig Weggeworben und Mehr Fotografie wagen (letzterer zusammen mit Arnulf Fleischer). In: Sandra Abend (Hrsg.): Charles Wilp: Kunst im Rausch der Werbung, München 2021.
- Ebert, M.: Wilder Westen Quiz – 100 Fragen zum Wilden Westen, Düsseldorf 2021.
- Ebert, M.: Die Wunder aus dem Schattenreich. In: Die moderne Wunderkammer: Kuriositäten der Welt, hrsg. von Sandra Abend, München 2022.
- Ebert, M.: Dragon-Lady, Hanoi-Jane und andere Feindbilder des Vietnamkrieges. In: Feindbilder, hrsg. von Sandra Abend, Hans Körner, München 2022.

## Ausstellungen
- 1997: Pierre Gassmann, Interpret und Fotograf, Zentrum für Fotografie, Berlin
- 2004: Will McBride, Photokina, Köln
- 2005: Horst Faas, visible war, Frankfurt, Hannover, Königswinter, Nürnberg, Magdeburg
- 2007: Letizia Battaglia, 40 Jahre gegen die Mafia, Ludwigshafen
- 2008: „Bilder des Amerikanischen Bürgerkrieges“ Photokina Köln, Visual Gallery
- 2012: „Nick Ut – Horst Faas“ Photokina Köln, Halle 1
- 2014: „Anja Niedringhaus – Bilder aus Afghanistan“, Photokina Köln, Halle 1
- 2017: "Im Felde Verwundet", Wilhelm-Fabry-Museum, Hilden
- 2022: "Eingebrannt – Geschichte eines Fotos das jeder kennt", Wilhelm-Fabry-Museum, Hilden